# Martin Chuzzlewit (TV-serie)
Martin Chuzzlewit är en brittisk miniserie från 1994. Serien är producerad av BBC och är baserad på Charles Dickens roman Martin Chuzzlewit från 1844.

## Handling
Några mycket giriga och själviska släktingar är alla ute efter den sjuka gamla Martin Chuzzlewits pengar. Han är omgiven av alla dessa lismande människor som han föraktar medan han är sjuk och ska upprätta sitt testamente, samtidigt gör var och en av dessa som endast är intresserade av att få sina händer på hans arv allt de kan för att lyckas.

## Rollista i urval
- Paul Scofield - Gamle Martin Chuzzlewitt/Anthony Chuzzlewitt
- Ben Walden - Unge Martin Chuzzlewit
- John Mills - Gamle Chuffey
- Tom Wilkinson - Seth Pecksniff
- Pete Postlethwaite - Montague Tigg
- Philip Franks - Tom Pinch
- Joan Sims - Betsy Prigg
- Nicholas Smith - Mr Spottletoe
- Sam Kelly - Mr Mould
- Elizabeth Spriggs - Sairy Gamp
- Julia Sawalha - Mercy Pecksniff
- Emma Chambers - Charity Pecksniff
- Keith Allen - Jonas Chuzzlewit
- Peter Wingfield - John Westlock
- Pauline Turner - Mary Graham
- Steve Nicolson - Mark Tapley